# Wólka Żukowska
Wólka Żukowska [pronunciación en polaco: /ˈvulka ˈvulka ʐuˈkɔfska/] es una aldea ubicada en el distrito administrativo de Gmina Mokobody, dentro del condado de Siedlce, Voivodato de Mazovia, en el centro-este de Polonia.